# Móvil Bic
El Móvil Bic o Bic Phone es la marca bajo la que se distribuyeron diferentes modelos de teléfono móvil GSM barato que cuenta exclusivamente con las funciones más básicas, y se comercializó en Bélgica por el Grupo Proximus, y en España y Francia por Orange, subsidiaria de France Télécom, como un terminal desechable para clientes ocasionales, pero que también puede usarse de forma duradera ya que es recargable. La Société Bic, una empresa gala de artículos desechables archiconocida por sus bolígrafos, encendedores y maquinillas de afeitar, recibe una comisión por el uso de su marca, pero de ninguna manera está implicada en la fabricación o distribución del producto.
El teléfono se vende preparado para su uso inmediato, con una batería precargada y un cierto número de minutos sin coste alguno. Después puede ser recargado mediante tarjetas prepago. El embalaje también incluye un kit de manos libres y un cargador por USB. El aparato cuenta tan sólo con alarma, reloj, calculadora y una radio FM. Puede recibir y enviar SMS, pero no cuenta con ninguna funcionalidad multimedia.
En Francia aparece en agosto de 2008 a un precio inicial de 49 Euros que en 2010 ya ha bajado a 29 €
En junio de 2010 Orange lo comercializa en España a un precio de 19€, incluyendo 12€ en llamadas y un bolígrafo del color que el comprador elija.
Se conocen hasta 5 variaciones
1. Alcatel One Touch S211 modelo inicial
2. Alcatel One Touch 203 el distribuido por el Grupo Proximus
3. Alcatel One Touch 304[6]
4. Alcatel One Touch 1063[7]